# Shinken

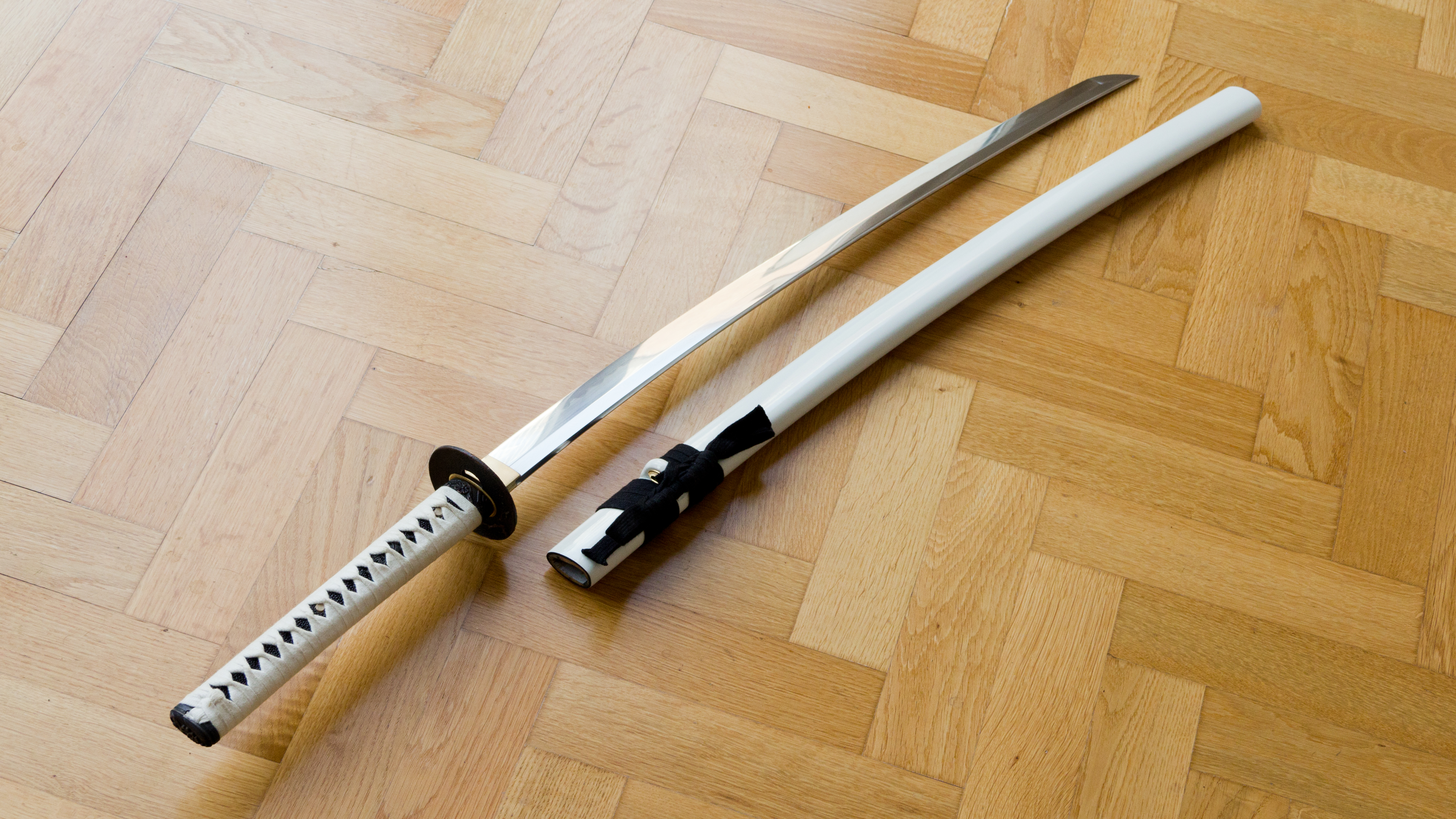
Shinken, una katana utilizada en la práctica de artes marciales relacionadas con la espada.

La palabra shinken significa, literalmente, "espada real". 
En los últimos años, la proliferación de fábricas de katanas a nivel mundial ha dictado que el término haga referencia a cualquier espada de tipo samurái con filo, aunque ésta no provenga de Japón. 
En la actualidad, el término más popular para referirse a las katanas hechas de manera tradicional es nihonto (literalmente "espada japonesa"). Sin embargo, antes del estallido de producción masiva de katanas, el término shinken se utilizaba en Japón para hacer referencia a los sables forjados de manera tradicional a partir de acero tamahagane, creado en una tatara para diferenciarlos de aquellos fabricados en serie durante la Segunda Guerra Mundial (o guntō, que literalmente significa espada de guerra).
El surgimiento de fábricas como Casiberia y Cheness obligó a los coleccionistas a utilizar el término shinken al hablar de las katanas con filo vivo para diferenciarlas de los iaitō, espadas de acero sin filo que se utilizan para la práctica.